# Municipio de El Salto
El municipio de El Salto es uno de los 125 municipios en que se encuentra dividido el estado mexicano de Jalisco. Se encuentra en el centro del estado en la región del mismo nombre, su cabecera municipal es la ciudad de El Salto, donde se localiza la cascada de El Salto de Juanacatlán.

## Descripción geográfica
El municipio de El Salto se localiza en la región Centro del estado de Jalisco. Sus municipios colindantes son Juanacatlán, Tonalá, Tlajomulco de Zúñiga y San Pedro Tlaquepaque. Tiene una extensión territorial de 92.39 kilómetros cuadrados.
El territorio de El Salto limita al norte con el municipio de Tlaquepaque y el municipio de Tonalá, al este y sureste con el municipio de Juanacatlán y al sur, suroeste y oeste con el municipio de Tlajomulco de Zúñiga.

## Medio físico
El 88.7% del municipio tiene terrenos planos, es decir, con pendientes menores a 5° y La roca predominante es la toba (41.5%), rocas ígneas de origen explosivo, formadas por material volcánico suelto o consolidado. El suelo predominante es feozem (40.6%), se presenta en cualquier tipo de relieve y clima, excepto en regiones tropicales o lluviosas o zonas muy desérticas. Es el cuarto tipo de suelo más abundante en el país. Son de profundidad variable. Cuando son profundos se utilizan para la agricultura de riego o temporal. El asentamiento humano (47.0%) es el uso de suelo dominante en el municipio.

### Hidrografía
Los tipos de recursos hídricos del municipio están constituidos por aguas subterráneas, ríos y lagos. El territorio está ubicado dentro de 1 acuífero el cual, el 100.0% no tienen disponibilidad. 
El municipio pertenece a la región hidrológica Lerma-Santiago. Sus recursos hidrológicos son proporcionados por varios ríos y arroyos que forman parte de la subcuenca río Santiago (Verde-Atotonilco), perteneciente a la región hidrológica Lerma-Chapala-Santiago. El principal río es Santiago donde se localiza la cascada de El Salto de Juanacatlán. También se encuentran el arroyo del Ahogado y algunos manantiales, como el de cerro Colorado y de la Cruz.
El río Santiago, es uno de los 11 ríos más contaminados del país, de acuerdo con la Comisión Nacional del Agua (Conagua). Las principales fuentes de contaminación, son las aguas residuales de las viviendas y los cientos de descargas industriales. La consecuencia grave de esta contaminación es el daño a la salud de la gente. Los 120 mil habitantes de El Salto y Juanacatlán lo padecen con afecciones frecuentes. La muerte del río comenzó hace aproximadamente 40 años. En 1971 fueron apareciendo los primeros efectos de la grave contaminación. Donde antes estaba la famosa cascada conocida como el “Niágara mexicano”, ahora hay agua café que arrastra espuma blanca, que en épocas de aire vuela y se esparce.

### Clima, temperatura y precipitación
El municipio de El Salto (100%) tiene clima semicálido semihúmedo. La temperatura media anual es de 20.4 °C, mientras que sus máximas y mínimas promedio oscilan entre 31.0 °C y 9.0 °C respectivamente. La precipitación media anual es de 1000mm. El régimen de lluvias se registra en junio, julio y agosto. El promedio anual de días con heladas es de 65. Los vientos dominantes son del oeste al norte.

## Áreas naturales protegidas
El Salto alberga 1 área natural protegida con una superficie de 36.87 hectáreas (ha) lo que representa el 0.4% de todo el territorio municipal. Además, se cuenta con 7.2% de humedales. El ANP lleva por nombre Barrancas de los Ríos Santiago y Verde.

## Sequía
A nivel municipal la sequía extrema es la que tiene una mayor distribución con un 51%, seguido por la severa y la excepcional con el 18 y 13 por ciento respectivamente.

## Flora y fauna
Su vegetación está compuesta por pino, flores silvestres, huizache y mezquite. El zorrillo, los roedores, el tlacuache y diversas especies de aves habitan esta región. Todos los seres vivos de la región han sido afectados por los altos niveles de contaminantes presentes en las aguas del Río Santiago.

## Infraestructura
El municipio cuenta con 16 servicios públicos, de los cuales destacan 77 escuelas, seguido de 44 templos, e instalaciones deportivas o de recreación con 39.

### Salud
De acuerdo con los registros de la secretaría de salud, en el municipio se encuentran 13 unidades de servicio de salud como lo son consultorios, hospitales generales y especializados, oficinas administrativas, farmacias, laboratorios, unidades de medicina familiar, de especialidades médicas y móviles. De las cuales 7 corresponden a la Secretaría de Salud (SSJ), 4 unidades de salud son de los Servicios Médicos Privados y 1 módulo del Instituto de Seguridad y Servicios Sociales para los Trabajadores del Estado (ISSSTE).

## Demografía y localidades
Según el Censo de Población y Vivienda 2020, su población en ese año era de 232,852 personas; de las cuales el 52.3 por ciento eran hombres y 47.7 por ciento mujeres. Comparando este volumen poblacional con el del año 2015 (183,437 habitantes), se observa que la población municipal aumentó un 26.94 por ciento en cinco años.

### Localidades
En 2020 El Salto contaba con 43 localidades, de estas, 3 eran de dos viviendas y 7 de una. La localidad de Las Pintas era la más poblada, con 42,576 personas, que representaban el 18.3% de la población del municipio; le seguía San José del Castillo con el 16.9%, Las Pintitas con el 12.6%, El Salto con el 12% y San José el Verde (El Verde) con el 9.4% del total municipal.
| Código INEGI      | Localidad              | Población (2020) |
| ----------------- | ---------------------- | ---------------- |
| 140700013         | Las Pintas             | 42 576           |
| 140700020         | San José del Castillo  | 39 246           |
| 140700014         | Las Pintitas           | 29 445           |
| 140700001         | El Salto               | 27 876           |
| 140700021         | San José el Verde      | 21 834           |
| 140700043         | San José el Quince     | 21 215           |
| 140700111         | Galaxia Bonito Jalisco | 20 381           |
| 140700116         | Agua Blanca            | 11 505           |
| 140700064         | La Alameda             | 4 619            |
| 140700121         | Lomas del Salto        | 3 949            |
| 140700134         | Parques del Triunfo    | 3 103            |
| 140700009         | Castillo Viejo         | 2 251            |
| 140700011         | El Muey                | 1 927            |
| 140700120         | Lomas de San Miguel II | 1 205            |
| Otras localidades | Otras localidades      | 1 720            |
| Total municipal   | Total municipal        | 232 852          |

## Migración
El índice de intensidad migratoria se ubicó en 64.14, lo que representa un grado de intensidad migratoria Bajo

## Pobreza por carencia social
Respecto a las carencias sociales en 2020, destaca que el indicador de carencia por acceso a la seguridad social es el acceso a la seguridad social, con un 43.2 por ciento, que en términos absolutos representa 103,344 habitantes. En contraste, el que menos proporción de población presentó fue el de calidad y espacios de la vivienda, con el 8.5 por ciento. Otros indicadores como acceso a servicios de salud, rezago educativo, acceso a la alimentación y acceso a servicios básicos de la vivienda representaron 33, 19, 17 y 9 por ciento respectivamente.

## Economía y empleo
Conforme a la información del Directorio Estadístico Nacional de Unidades Económicas (DENUE) de INEGI, el municipio de El Salto cuenta con 6,972 unidades económicas al mes de mayo de 2024 y su distribución por sectores revela un predominio de establecimientos dedicados a Comercio, siendo estos el 49.1% del total en el municipio.

### Empleos
Para junio de 2024 el IMSS reportó un total de 72,714 trabajadores asegurados, lo que representó para el municipio de El Salto un incremento anual de 3,876 trabajadores en comparación con el mismo mes de 2023, debido al alza del registro de empleo formal de algunos de sus grupos económicos principalmente el de Servicios relacionados con el transporte en general. En función de los registros del IMSS el grupo económico que más empleos presentó dentro del municipio de El Salto fue el de Fabricación de productos metálicos; excepto maquinaria y equipo, ya que en junio de 2024 registró un total de 9,736 trabajadores concentrando el 13.39% del total de asegurados en el municipio. El segundo grupo económico con más trabajadores asegurados fue el de Fabricación, ensamble y reparación de maquinaria, equipo y sus partes; excepto los eléctricos, que para junio de 2024 registró 8,444 trabajadores asegurados que representan el 11.61% del total de trabajadores asegurados a dicha fecha. El tercer grupo con mayor número de asegurados es el de Fabricación y ensamble de maquinaria, equipos, aparatos, accesorios y artículos eléctricos, electrónicos y sus partes con el 10%.

## Índice de desarrollo municipal (IDM)
El Salto obtiene un desarrollo institucional Alto con un IDMI de 65.6.

## Promedio mensual de carpetas de investigación
Durante el periodo de junio de 2022 a mayo de 2023, se abrieron un total de 3,637 carpetas de investigación con un promedio mensual de 303 carpetas abiertas en donde el delito con mayor número de investigación fue robo de vehículo automotor.

## Política

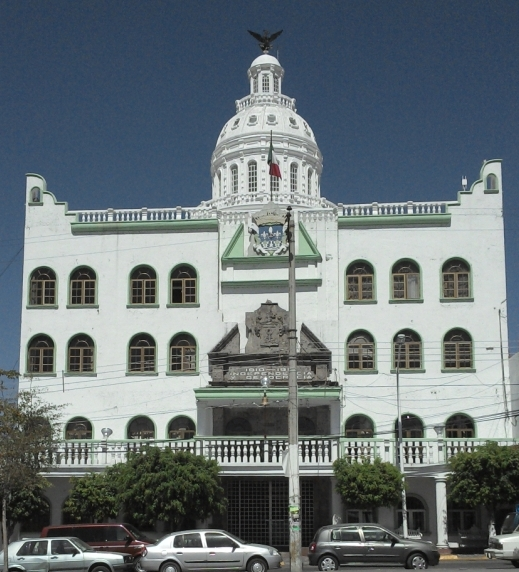
Palacio del Ayuntamiento.

Su forma de gobierno es democrática conforman 16 regidores, quienes con mayoría simple toman las decisiones sobre el municipio, son 6 regidores de oposición y 10 del partido en el poder. Depende del gobierno estatal y federal; se realizan elecciones cada 3 años.
El municipio de El Salto fue creado por decreto 4927 del 25 de diciembre de 1943 que segregó su territorio del municipio de Juanacatlán.

### Representación legislativa
Para la elección de diputados locales al Congreso de Jalisco y de diputados federales a la Cámara de Diputados federal, el municipio de El Salto se encuentra integrado en los siguientes distritos electorales:
Local:
- Distrito electoral local de 20 de Jalisco con cabecera en Tonalá.[12]

Federal:
- Distrito electoral federal 20 de Jalisco con cabecera en Tonalá.[13]